# Liste des évêques de Superior
Cette page présente la liste des évêques de Superior.
Le diocèse de Superior (en) (Dioecesis Superiorensis) dans le Wisconsin aux États-Unis est créé le 3 mai 1905, par détachement de ceux de Green Bay (en) et de La Crosse.

## Sont évêques
- 13 mai 1905-18 mars 1914 : Augustine Schinner (Augustine Francis Schinner)
- 6 août 1913-† 24 juin 1921 : Joseph Koudelka (Joseph Maria Koudelka)
- 30 novembre 1921-25 juin 1926 : Joseph Pinten (Joseph Gabriel Pinten)
- 2 juillet 1926-† 18 juillet 1941 : Théodore Reverman (Théodore Mary Reverman)
- 27 décembre 1941-22 février 1946 : William O’Connor (William Patrick O’Connor)
- 18 février 1946-21 juillet 1953 : Albert Meyer (Albert Gregory Meyer)
- 27 janvier 1954-† 27 août 1959 : Joseph Annabring (Joseph John Annabring)
- 28 mars 1960-27 juin 1985 : George Hammes (George Albert Hammes)
- 27 juin 1985-28 juin 2007 : Raphaël Fliss (Raphaël Michaël Fliss)
- 28 juin 2007-4 novembre 2014 : Peter Christensen (Peter Forsyth Christensen) (transféré à Boise)
- depuis le 15 décembre 2015 : James Powers  (James Patrick Powers )

## Sources
- La fiche du diocèse sur le site catholic-hierarchy.org